# Formica francoeuri
Formica francoeuri es una especie de hormiga del género Formica, familia Formicidae. Fue descrita científicamente por Bolton en 1995.
Se distribuye por México y los Estados Unidos. Se ha encontrado a elevaciones de hasta 1600 metros. Vive en microhábitats como rocas, piedras, nidos y vegetación baja.